# Jimmy Floyd Hasselbaink
Jerrel Floyd Hasselbaink (ur. 27 marca 1972 w Paramaribo) – holenderski piłkarz, reprezentant kraju, uczestnik mistrzostw świata we Francji (1998), dwukrotny król strzelców Premier League (1999, 2001). Występował na pozycji napastnika. Od lipca 2011 roku pełnił rolę trenera pierwszego zespołu w Nottingham Forest. Od 2021 roku trener Burton Albion.

## Kariera klubowa
Początkowo zawodnik Telstar Velsen-IJmuiden oraz AZ Alkmaar. Następnie występował w klubach portugalskich: Campomaiorense i Boaviście. W barwach tego drugiego zespołu w sezonie 1996/1997 strzelił 20 goli i zdobył puchar kraju. W latach 1997–1999 był graczem Leeds United, w sezonie 1998/1999 zdobył 18 bramek i wraz z Michaelem Owenem oraz Dwightem Yorkiem został królem strzelców Premier League.
W sezonie 1999/2000 występował w Atlético Madryt. Stanowił o sile ofensywnej hiszpańskiego zespołu – z dorobkiem 24 goli zajął drugie miejsce w klasyfikacji najlepszych strzelców Primera División. Ponadto zagrał w przegranym 1:2 finale Pucharu Króla z Espanyolem, w którym w 90 minucie zdobył honorową bramkę dla swojej drużyny.
W 2000 roku przeszedł do Chelsea za 15 milionów funtów. W nowym zespole zadebiutował 13 sierpnia w meczu z Manchesterem United o Tarczę Wspólnoty, w którym zdobył gola, przyczyniając się do zwycięstwa 2:0. W sezonie 2000/2001 strzelił w rozgrywkach ligowych 23 bramki (m.in. zdobył cztery gole w spotkaniu z Coventry City) i po raz drugi, tym razem już samodzielnie, został królem strzelców Premier League. W latach 2000–2004 rozegrał w Chelsea łącznie 177 meczów, w których zdobył 87 goli.
W 2004 roku przeszedł do Middlesbrough, z którym w sezonie 2005/2006 dotarł do finału Pucharu UEFA (wystąpił w nim przez pełne 90 minut). Następnie reprezentował barwy Charltonu Athletic. Karierę piłkarską zakończył w Cardiff City, a w swoim ostatnim sezonie występów (2007/2008) rozegrał 44 mecze i strzelił 9 goli.

## Kariera reprezentacyjna
Jest jednym z kilkunastu piłkarzy, którzy urodzili się w Paramaribo, a następnie występowali w reprezentacji Holandii. W kadrze zadebiutował 27 maja 1998 roku w meczu z Kamerunem, natomiast pierwszego gola strzelił w swoim następnym występie – 1 czerwca zdobył bramkę w pojedynku z Paragwajem, przyczyniając się do zwycięstwa 5:1. Również w 1998 uczestniczył w mistrzostwach świata we Francji. W turnieju tym pełnił rolę rezerwowego – zagrał w meczach grupowych: z Belgią oraz z Meksykiem, zaś Holendrzy zajęli czwarte miejsce.
W 2001 roku wystąpił w sześciu meczach eliminacji do mistrzostw świata w Korei i Japonii (2002), w których strzelił trzy gole. W 2002 zagrał w dwóch spotkaniach kwalifikacji do mistrzostw Europy w Portugalii (2004) i zdobył jedną bramkę. Po raz ostatni w barwach narodowych wystąpił 20 listopada 2002 w pojedynku z Niemcami, w którym strzelił gola, przyczyniając się do zwycięstwa 3:1.

## Kariera trenerska
28 maja 2013 roku został trenerem Royal Antwerp.
13 listopada 2014 roku został trenerem Burton Albion.
4 grudnia 2015 roku został trenerem Queens Park Rangers F.C.
4 września 2017 roku został trenerem Northampton.
1 stycznia 2021 roku ponownie został trenerem Royal Antwerp.